# 古田瑞貴
古田 瑞貴（ふるた みずき、1999年11月23日 - ）は、日本の女優。元子役。オフィスくじら所属。

## 出演

### テレビドラマ
- 福岡発地域ドラマ「熱血!オヤジバトル」（2011年12月19日、NHK九州） - 前田うらら 役

### 映画
- 奇跡